# Le Secret du Florida
Pour plus de détails, voir Fiche technique et Distribution.
Le Secret du Florida est un film français réalisé par Jacques Houssin, sorti en 1947.

## Fiche technique
- Titre : Le Secret du Florida
- Titre alternatif : Larguez les voiles
- Réalisation : Jacques Houssin
- Scénario : André-Paul Antoine et Pierre Farny
- Photographie : André Dantan
- Son : Séverin Frankiel
- Musique : Henri Martinet (chanson "La Belle Histoire")
- Pays d'origine :  France
- Genre : Policier
- Durée : 80 minutes
- Date de sortie : France, 6 mars 1947
- Affiche : Roger Cartier (France)

## Distribution
- Albert Préjean : Paul
- Lysiane Rey : Madeleine
- Henri Guisol : Le chef
- Anita Giss : Gisèle
- Jim Gérald : Dupont
- Nicolas Amato : Le contrebandier
- Pierre Farny : Roger
- Jean-François Martial : L'inspecteur
- Raphaël Patorni : Léo
- Rogers : Gustave